# Kicklingen
Kicklingen ist ein Stadtteil von Dillingen an der Donau im bayerischen Regierungsbezirk Schwaben. Der Ort liegt sieben Kilometer östlich von Dillingen und erstreckt sich zwischen dem Fluss Glött im Norden und der Staatsstraße 2033, der Verbindung Dillingen–Wertingen, im Süden.

## Geographie
Kicklingen liegt südlich der Donau im Donauried, auf einer Höhe von 417 Metern.

## Geschichte
Die ältesten Bodenfunde gehen auf die Jungsteinzeit zurück. Auf die Besiedlung während der Spätbronze- und der Hallstattzeit weisen große Hügelgräber hin. In der Keltenzeit wurde der Raseneisenstein verhüttet. Reihengräberfunde im Ort lassen auf eine alemannische Gründung des 7. Jahrhunderts schließen.
Der heutige Stadtteil Kicklingen ist aus den zwei Ortsteilen Kicklingen und Kirstatt gebildet. Im ersten Viertel des 11. Jahrhunderts ist der Name „Chichlingen“ erstmals schriftlich belegt. Der Ortsteil Kicklingen besaß eine dem heiligen Ulrich geweihte Pfarrkirche, die wohl nach dem Dreißigjährigen Krieg zugunsten der heutigen Pfarr- und Wallfahrtskirche Unsere Liebe Frau im Moos im Ortsteil Kirstatt aufgegeben wurde. Ein Kreuz in der Bühlstraße erinnert noch an den Standort der alten Pfarrkirche.
In der Mitte des 13. Jahrhunderts war Kicklingen im Besitz des Herzogtums Kärnten und kam 1280 an das Herzogtum Bayern. Die Herzöge von Kärnten und später die Herzöge von Bayern vergaben den Kicklinger Besitz als Lehen, deren Inhaber zunächst die Herren von Altheim (1256), später die Herren von Thürheim (bis nach 1447), die Herren von Grafeneck (um 1456), die Familie Raiser (vor 1491) und ab 1517 die Familie Langenmantel waren. 1561 gelangte Kicklingen an Pfalz-Neuburg, das die Landeshoheit ausübte. Die Niedere Gerichtsbarkeit wurde einem Vogt übertragen.
Die in der zweiten Hälfte des 12. Jahrhunderts in sechs Quellen erwähnten Herren von Chichilingen kamen nicht aus Kicklingen bei Dillingen. Es handelt sich um welfische Ministeriale aus dem abgegangenen Kicklingen bei Uttenhofen, einem Ortsteil von Ziemetshausen und früheren Besitzschwerpunkt der Welfen. Der ehemalige Standort nordöstlich des Dorfes ist im Liquidationsplan der Gemarkung Uttenhofen aus ca. 1830 (Vermessungsamt Günzburg) als „Kücklinger“ bezeichnet und war bis ins 20. Jahrhundert als „Kicklinger Flur“ bekannt.
In dem um die heutige Pfarr- und Wallfahrtskirche Unsere Liebe Frau im Moos gelegenen Ortsteil Kirstatt gab es im Hochmittelalter einen Adelssitz eines niederen Adelsgeschlechts. Die Herren von Kirstatt sind von 1146 bis 1269/71 nachweisbar. Da 1441 zwei Gasthäuser neben der Kirche belegt sind, geht man davon aus, dass Kirstatt bereits im 15. Jahrhundert Ziel einer Wallfahrt war. 1425 ging Kirstatt in den Besitz des Kartäuserklosters Christgarten über und nach der Auflösung des Klosters in der Mitte des 17. Jahrhunderts gelangte es an die Grafen von Oettingen-Oettingen. Diese verkauften Kicklingen, mit dem Kirstatt mittlerweile verschmolzen war, 1701 an die Kartäuser von Buxheim. 1718 erwarb das Dillinger Bartholomäer-Institut die Besitzungen, die das Institut bis zu seiner Aufhebung 1803 im Zuge der Säkularisation innehatte.
Um 1560 bestand Kicklingen aus fünf Höfen, vier Feldlehen, 38 Sölden und sieben Hausgenossenhäuschen. Kirstatt bestand aus einem Hof und drei Sölden. Es gab neun Grundherren, von denen das Kloster St. Ulrich und Afra in Augsburg der bedeutendste war. 1813 bestand Kicklingen aus 83 und 1961 aus 140 Wohnhäusern.
1959 und 1981 wurden in Kicklingen Flurbereinigungen durchgeführt. Die ehemals selbständige Gemeinde wurde durch die Gemeindegebietsreform am 1. Mai 1978 ein Stadtteil der Großen Kreisstadt Dillingen an der Donau.

### Ehemaliges Wappen
Die Wappenbeschreibung lautet: Gespalten von Rot und Silber; vorne links gewendeter silberner Greifenlöwe, hinten drei oben gezinnte blaue Balken.

### Einwohnerentwicklung
| Jahr | Einwohner | Anmerkungen                    |
| ---- | --------- | ------------------------------ |
| 1761 | 327       |                                |
| 1840 | 535       |                                |
| 1910 | 717       |                                |
| 1939 | 644       |                                |
| 1950 | 844       | darunter 225 Heimatvertriebene |
| 1961 | 649       | darunter 42 Heimatvertriebene  |
| 1970 | 683       |                                |
| 1980 | 703       |                                |
| 1990 | 727       |                                |
| 2000 | 841       |                                |

## Sehenswürdigkeiten

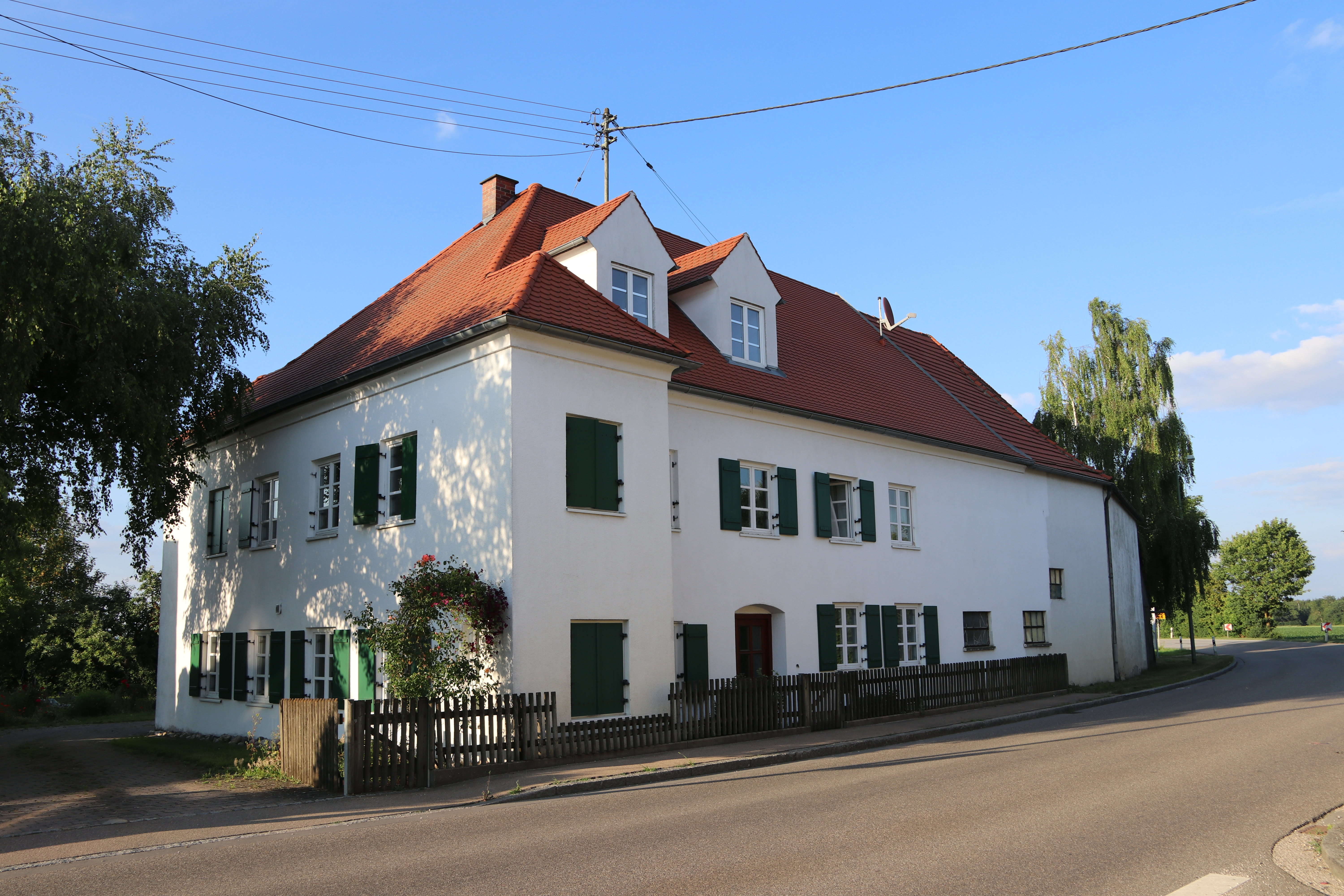
Ehemalige Vogtei

Siehe auch: Liste der Baudenkmäler in Kicklingen
- Pfarr- und Wallfahrtskirche Unsere Liebe Frau im Moos, Chor von 1701/02, Langhaus von 1914–1917, mit Skulpturen von Johann Baptist Libigo und Johann Michael Fischer
- Friedhofskapelle (Ölbergkapelle), 1710/11 von Matthias und Konrad Rothmüller errichtet
- Pfarrhof, zweigeschossiger Walmdachbau von 1760, Eingangstür mit Muschelwerkdekor
- Ehemalige pfalz-neuburgische Vogtei (Kirstattstraße 1), zweigeschossiger Walmdachbau mit risalitartigen Anbauten, von 1760

## Bildung
Belege für den Schulunterricht in Kicklingen reichen bis auf die Zeit um 1560 zurück. Heute befindet sich in Kicklingen eine Außenstelle der Grundschule Dillingen.

## Weitere Ortsteile
- Die Einöde Riedschreinerhof liegt zwei Kilometer nordöstlich von Kicklingen. Sie wurde 1875 gegründet, 1962/63 kam ein zweiter Hof hinzu.
- Die Kicklinger Mühle liegt einen Kilometer nordwestlich von Kicklingen an der Glött. Sie wird 1701 erstmals erwähnt. Der Mühlenbetrieb wurde 1964 eingestellt.
- Der Schwaighof wird 1354 mit seinem ursprünglichen Namen „Undrach“ erstmals genannt.
- Der Weiler Ulrichshart, zwischen Fristingen und Kicklingen gelegen, wurde in den Jahren 1950 bis 1952 von der Bayerischen Landessiedlung an der Stelle des „Großen Exerzierplatzes“ angelegt. Hier wurden vier Höfe mit je 11,4 Hektar für Heimatvertriebene errichtet.

## Bodendenkmäler
Siehe: Liste der Bodendenkmäler in Dillingen an der Donau

## Wüstungen
- Heidelstetten, als „Haidolfestetin“ um 1150 erstmals erwähnt, besaß eine Pfarrkirche, die nach 1510 verfiel. Der Ort wurde in der zweiten Hälfte des 15. Jahrhunderts aufgegeben.
- Rotten, um 1150 als „Ruten“ bezeichnet, ist vermutlich im östlichen Ortsrand aufgegangen.

## Landschaftsschutzgebiete
- Die Bertenau ist mit einer Fläche von 365 Hektar der größte Riedwald des Donaurieds im Landkreis Dillingen. Seit 1966 ist das Gebiet als Landschaftsschutzgebiet ausgewiesen.
- Die westlich von Kicklingen gelegenen Schwaighölzer nehmen eine Fläche von 41 Hektar ein. Sie wurden 1968 unter Landschaftsschutz gestellt.